# ميركو بالداتشي
ميركو بالداتشي مواليد 19 سبتمبر 1977، هو سائق راليات بدأ مسيرته في سنة 2000. كان أول رالي له هو رالي سانريمو 2000. تنافس في بطولة العالم للراليات.

## روابط خارجية
- ميركو بالداتشي على موقع Rallye-info.com (الإنجليزية)